# Джейкобсон, Эдмунд
Эдмунд Джейкобсон (англ. Edmund Jacobson; 22 апреля 1888 года, Чикаго — 7 января 1983, Чикаго) — американский врач, физиолог и психиатр. Разработчик метода релаксации под названием «прогрессивная мышечная релаксация», один из разработчиков технологии биологической обратной связи (англ. Biofeedback).

## Биография
Отец — Моррис Джейкобсон, риэлтор, родом из Страсбурга. Мать — Фанни, домохозяйка из Айовы. Закончил Северо-Западный университет в 1908 году, защитил магистерскую (1915) и докторскую диссертации в Гарвардском университете.
Джейкобсон начал свои исследования в 1908 году. Заинтересовавшись исследованиями релаксации Джемса, он начал экспериментальные исследования. Джейкобсон опробовал техники релаксации на себе. В 1921 году представил применение психологических принципов в медицинской практике, которая позднее стала называться психосоматическая медицина.
В 1929 году, после двадцати лет исследований, Джейкобсон опубликовал свои результаты в книге «Прогрессивная релаксация» (англ. «Progressive Relaxation»). Его главная работа, «Вы должны расслабиться» (англ. «You Must Relax», адресованная широкой публике, вышла в свет в 1934 году.
Со своими пациентами Джейкобсон использовал следующую технику: они должны были с закрытыми глазами напрягать и расслаблять определённые части тела, сосредоточившись на контрасте ощущений. Со временем у пациентов получалось уменьшить напряжение. По словам Джейкобсона, его метод помогал справляться с разными заболеваниями, например, с бессонницей, заиканием, депрессией.
Считается, что Джейкобсон провел первые замеры тонуса — напряжения скелетных мышц, с помощью которого обеспечивается поддержание равновесия тела и его готовность включиться в активную двигательную деятельность. Якобсон углублял свои исследования с 1936 по 1960 годы в лаборатории клинической физиологии Чикагского университета, которой он руководил.
Умер в Чикаго, в 1983 году, в возрасте 94 лет.